# Крошечная игрунка
Крошечная игрунка (лат. Mico humilis, или Callibella humilis) — южноамериканский примат из семейства игрунковых.

## Таксономия
Таксономия вида дискуссионна. Вид описали Марк ван Русмален и соавторы в 1998 году под научным названием Callithrix humilis. Позже, в 2003 году, Марк и Томас ван Русмалены выделили крошечную игрунку в монотипический род Callibella. В исследованиях 2012, 2015 и 2019 гг. вид рассматривается в составе рода Mico; такая классификация принимается базой данных Американского общества маммологов (ASM Mammal Diversity Database). С другой стороны, в исследовании 2018 г., а также в справочнике Illustrated Checklist of the Mammals of the World (2020) и Красной книге МСОП (2021), крошечная игрунка классифицируется как Callibella humilis.

## Описание
Животное длиной 16—17 см, хвост 21—23 см, вес 150—190 г. Шерсть на спине оливково-коричневого цвета, окрас брюха от золотисто-жёлтого до серо-жёлтого цвета, передние конечности о боковые стороны задних конечностей оранжевого цвета, длинный хвост чёрного цвета. на голове имеется чёрный пучок волос, уши и лицо большей частью безволосые. Над глазами белые брови.

## Распространение
Обитает в тропическом лесу Амазонки, на восточном берегу реки Мадейра и на западном побережье реки Арипуанан в Бразилии.
По оценке Марка и Томаса ван Русмаленов (2003), общая популяция крошечных игрунок насчитывает около 10 000 особей.